# LTV3
LTV3 (afkorting: Loonse Televisie voor drie kerkdorpen), was de lokale omroep van de gemeente Loon op Zand. Deze omroep verzorgde radio en kabelkrant-uitzendingen voor de kerkdorpen De Moer, Kaatsheuvel en Loon op Zand.
Vanaf 4 oktober 2006 is LTV3 verdergegaan met LTV radio, internetradio via ltv3.nl. De studio van LTV3 is gevestigd in Kaatsheuvel.

## Geschiedenis

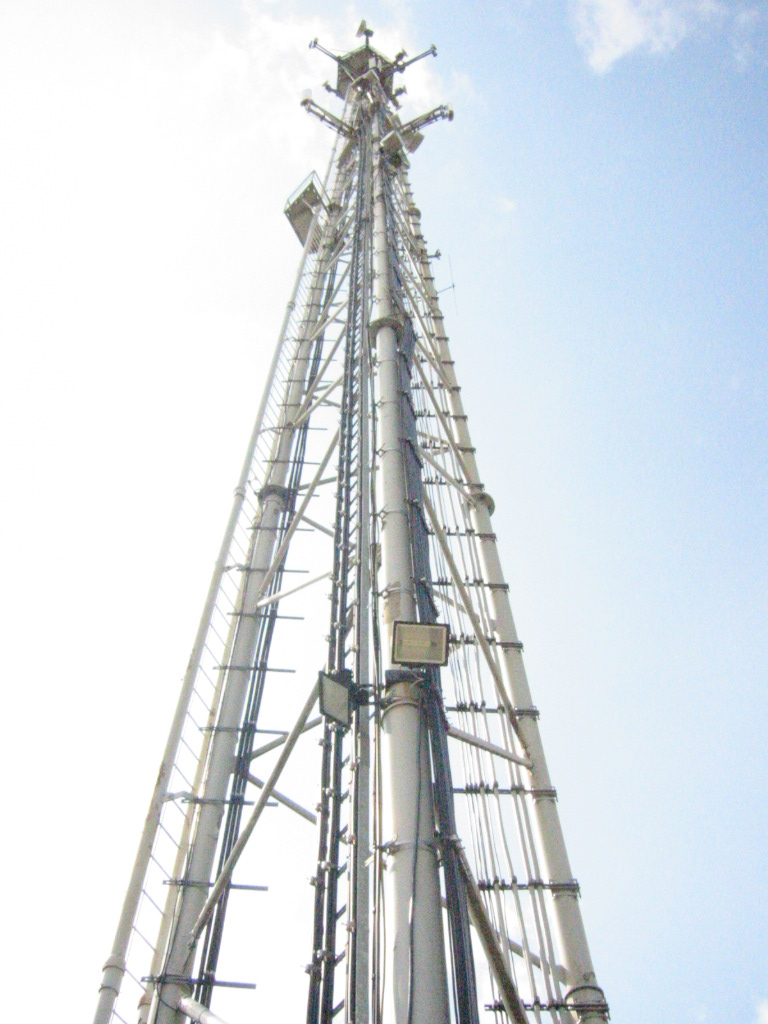
De LTV3 mast aan de Jan van Rooijstraat in Kaatsheuvel

LTV3 is op 29 november 1992 begonnen met televisie-uitzendingen en een kabelkrant, maar werd later uitgebreid met radio en internet. De omroep met een tiental medewerkers was nog een van de weinige niet gesubsidieerde lokale omroepen van Nederland.
Het commissariaat voor de Media heeft op 4 augustus 2006 besloten om de 5-jaarlijkse vergunning niet te verlengen. De vergunning is naar de Waalwijkse lokale omroep Maasstad Media gegaan. Dat betekende dat op 13 augustus 2006 vanaf 22:00 uur de uitzendingen van LTV radio en televisie gestaakt zijn. Er was op die dag een speciale afscheids-uitzending.
LTV3 is niet met de uitspraak eens van het commissariaat voor de media en is in beroep gegaan. Ondanks intrekking van de zendvergunning werden de radio-uitzendingen van LTV3 tot 4 oktober 2006 voortgezet met non stop muziek.
Op 19 januari 2007 is het hoger beroep verworpen voor LTV3. De omroep kondigde aan in beroep te gaan.

## Oude LTV DJ's
- Maurice Verschuuren
- Ferry van der Heijden